# Карівурст

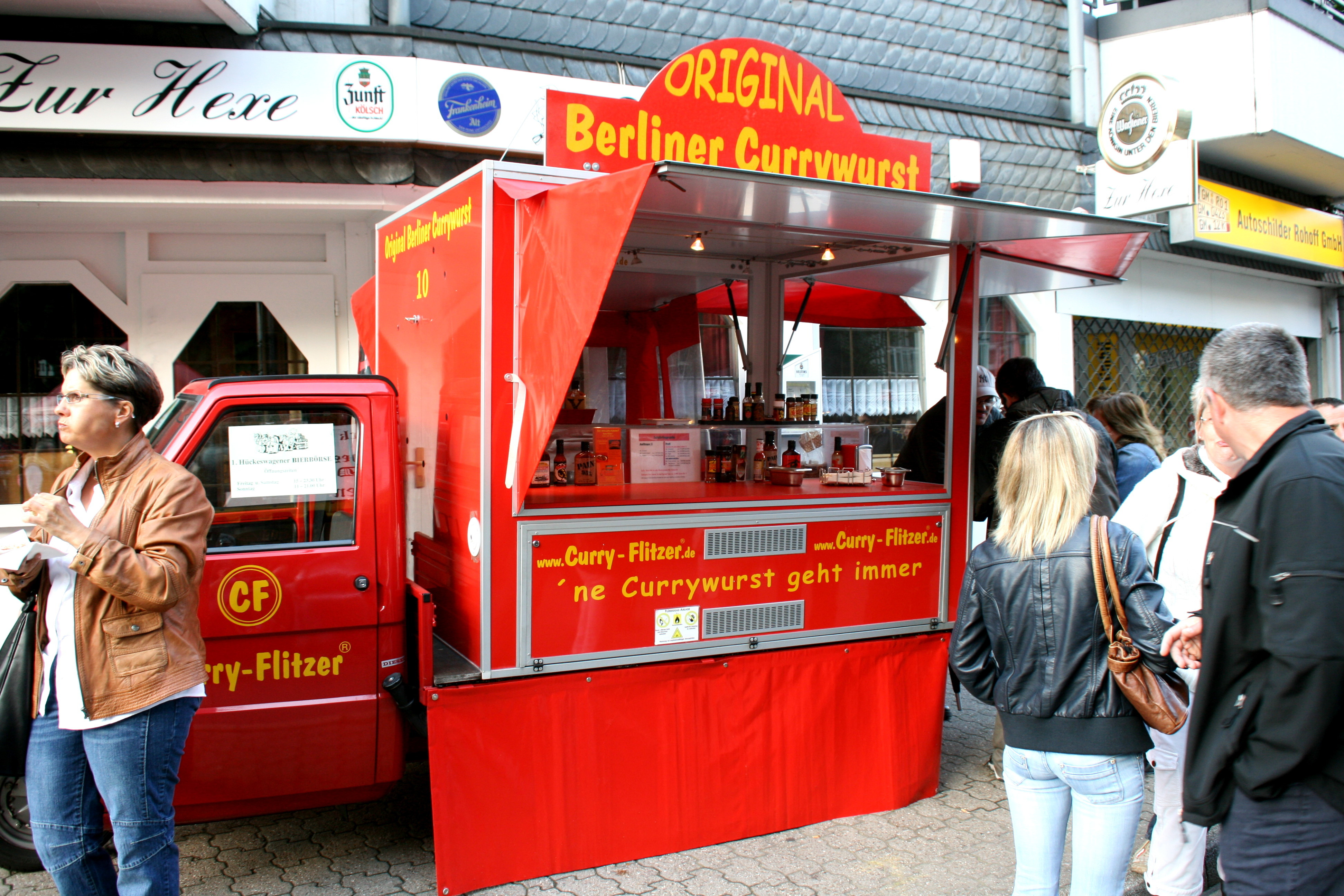
Закусочна «Берлінська карівурст» в Гюккесвагені

Карівурст (нім. Currywurst) — популярна в Німеччині страва фастфуду: смажена (часто обсмажена в фритюрі) сосиска з спеціальним соусом на основі кетчупа або томатної пасти та порошком карі.

## Опис страви
Для приготування карівурст використовують сардельки з дрібно рубленої свинини (іноді з додаванням яловичини), причому на відміну від поширеної в Німеччині братвурст (смаженої сосиски) сосиски для карівурст використовують не сирими, а вже звареними. Ці сосиски можуть бути як із кишкою, так і без неї. В останньому випадку карівурст набувають більш характерної для себе форми, трохи нагадуючи мініатюрні шматочки хліба. Кілька хвилин сосиски смажать так, що вони занурені в олію лише наполовину, що згодом надає їм характерну «шкірку». Найчастіше готову сосиску нарізують на кілька кусочків або на дві половинки, щедро поливають кетчупом і посипають порошком карі. Класичним гарніром до карівурст є картопля фрі, хоча іноді додають булочку.

## Історія

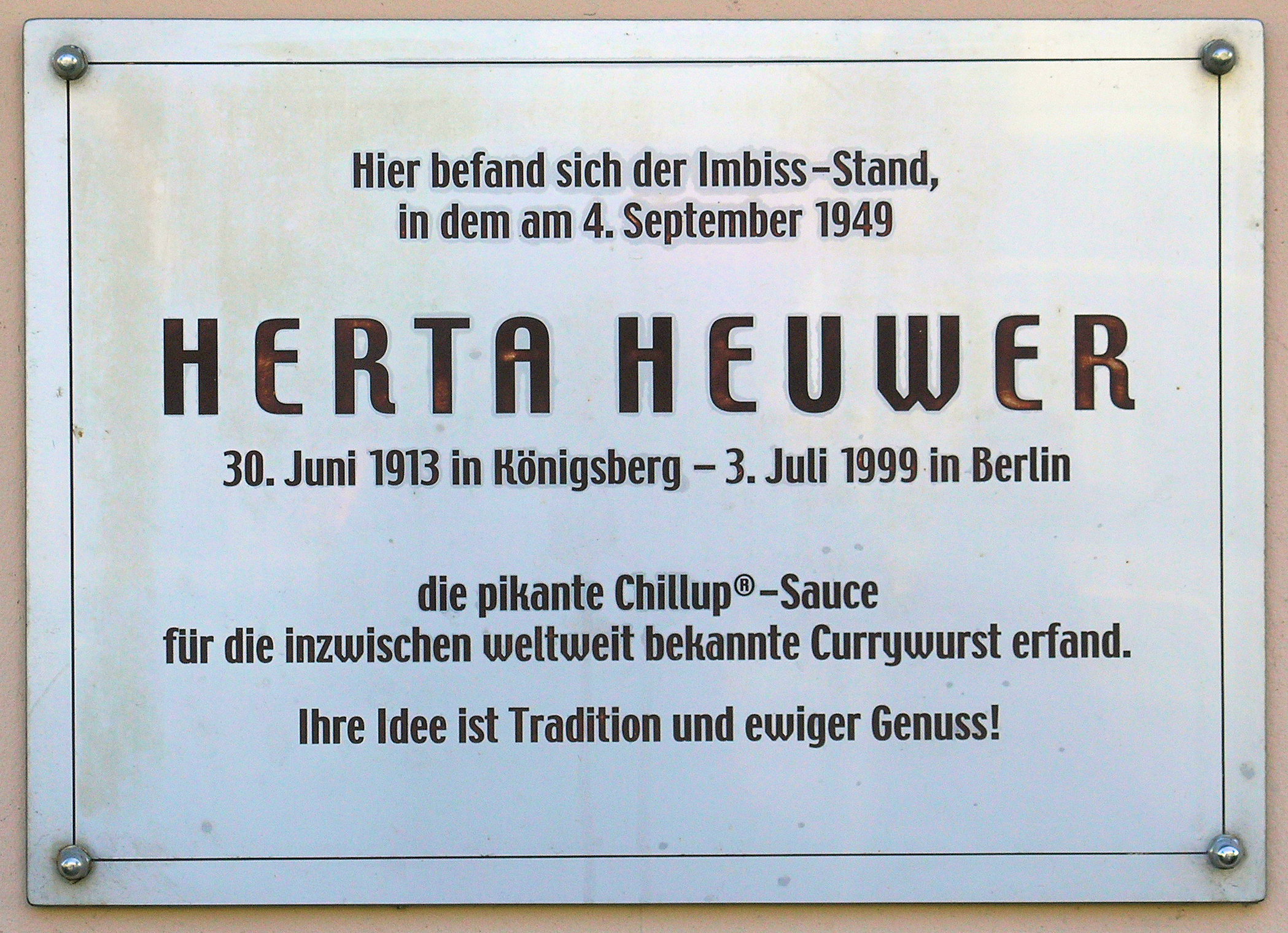
Меморіальна дошка на будинку, де в 1949 була перша закусочна з карівурст

Хоча зараз карівурст популярна по всій Німеччині, проте найбільше полюбляють її у Берліні, де її й вперше приготували.
Творцем карівурст вважають Герту Гойвер. У післявоєнний час вона була власницею невеликої закусочної в тій частині Берліна, що перебувала в британському секторі. Англійські солдати ділилися із нею спеціями, які вона використовувала в приготуванні своїх страв.
У 1949 році Герта Гойвер приготувала особливий соус, використавши в ньому індійську приправу карі, вустерський соус і кетчуп, який тоді ставав популярним у Німеччині завдяки американським солдатам, які приправляли ним свою їжу. Готовим соусом вона полила звичайну сосиску та почала продаж перших карівурст. Ця проста страва швидко сподобалася мешканцям Берліна, і в 1959 році Гойвер запатентувала свій соус. Протягом кількох наступних років кіоски, що продавали подібну карівурст, поширилися по всій Німеччині.
У 2009 році до шістдесятирічного ювілею страви в Берліні відкрили Музей карівурст. Його директор Бріжіт Брело відзначає: «Жодна інша національна страва не викликає такого хвилювання, як карівурст». Відвідувачі музею можуть купити собі майку із написом: «Dont worry, be Curry»